# Calamoceratidae
Calamoceratidae zijn een familie van schietmotten. De familie kent tien geslachten.